# Individrisk
Individrisken är risken för att en individ ska drabbas av en negativ händelse. Syftet är att enskilda individer inte ska löpa stora risker även om samhällsrisken är låg. Man kan beräkna den på olika sätt:
- medelindividrisk, medel taget över en viss population
- platsspecifik risk, beräknad för en viss plats, granne till en industri
- individspecifik risk, med hänsyn till att individen inte alltid är inom riskområdet.